# TV Anajás
TV Anajás é uma emissora de televisão brasileira com sede em Imperatriz, MA. Retransmite o sinal da Rede Vida pelo canal 26.1 HDTV. A emissora é afiliada da Rede Vida e tem o público católico como alvo, sendo mantida financeiramente pela Diocese de Imperatriz.